# Szwadron (film)
Szwadron – polski historyczny dramat wojenny z 1992 roku w reżyserii Juliusza Machulskiego, zrealizowany w koprodukcji z Ukrainą, przy współudziale podmiotów z Belgii i Francji (A.K. Productions – Bruksela, High Speed Films – Paryż).
Scenariusz powstał na podstawie opowiadań Stanisława Rembeka Igła wojewody i Przekazana sztafeta. Akcja tocząca się na Sandomierszczyźnie w latach powstania styczniowego daje swoisty obraz polskiej insurekcji z punktu widzenia rosyjskiego oficera sympatyzującego z Polakami.
Plenery nakręcono w Sierpcu, Radomiu, Lanckoronie, Łącku. Wojenne sceny kawaleryjskie były inspirowane obrazami Maksymiliana Gierymskiego (np. Pochód kozaków, Pochód ułanów, Czerkiesi, Na patrolu). W muzyce do filmu Krzesimir Dębski wykorzystał w scenach fragmenty Obrazków z wystawy Modesta Musorgskiego (m.in. Goldenberg i Szmul, Wielka Brama kijowska).
W 2012 roku film został poddany cyfrowej rekonstrukcji.

## Obsada
- Radosław Pazura − jako porucznik baron Fiodor Jeremin
- Siergiej Szakurow − jako porucznik Jegor Żuryn
- Janusz Gajos − jako rotmistrz Jan Dobrowolski
- Jan Machulski − jako pułkownik Markowski
- Katarzyna Łochowska − jako Emilia Petersówna
- Franciszek Pieczka − jako weteran Błażej
- Bernard-Pierre Donnadieu − jako powstaniec Franek Bała
- Aleksander Bednarz − jako rządca Petersilge
- Tomasz Stockinger − jako porucznik Failleul
- Wojciech Klata − jako Symcha
- Jerzy Nowak − jako krawiec Lejba
- Wasilij Miszczenko − jako dragon Niemczuk
- Aleksiej Sieriebriakow − jako dragon Jemelianow
- Siergiej Sozontiew − jako podoficer Chudous
- Aleksandr Berda − jako ordynans Krysa
- Wiktor Proskurin − jako major, lekarz wojskowy
- Grzegorz Warchoł – jako karczmarz
- Jerzy Zygmunt Nowak − jako strażnik Kula
- Anna Majcher − jako Kulina
- Agnieszka Krukówna − jako Weronka, dziewczyna w karczmie
- Ireneusz Kaskiewicz − jako Szatański
- Artur Barciś − jako ksiądz
- Mariusz Saniternik − jako Wicek
- Henryk Machalica − jako dowódca kosynierów
- Andrzej Konic − jako generał na etapie
- Eugeniusz Kamiński − jako generał we dworze
- Arkadiusz Bazak − jako carski pułkownik
- Jacques Neefs − jako Paramonow
- Pierre Pique − jako Reisky
- Maciej Kozłowski − jako Kozłow
- Jerzy Grałek − jako starosta
- Elżbieta Kilarska – jako baba